# Malija
Malija este o localitate din comuna Izola, Slovenia, cu o populație de 363 de locuitori.